# The Wretched Spawn
The Wretched Spawn is het negende studioalbum van de Amerikaanse deathmetalband Cannibal Corpse. Het hoesontwerp werd gemaakt door kunstenaar Vincent Locke. Er is geen alternatieve cover voor het album, zoals vermeld in de dvd Centuries of Torment. Dit is het laatste studioalbum van gitarist Jack Owen. Het album werd verspreid met een dvd die een blik achter de schermen biedt, geproduceerd door Nick Sahakian. The Wretched Spawn is Cannibal Corpse vierde album dat vernoemd is naar een van de nummers op het album.

## Nummers
1. "Severed Head Stoning" – 1:45
2. "Psychotic Precision" – 2:56
3. "Decency Defied" – 2:59
4. "Frantic Disembowelment" – 2:50
5. "The Wretched Spawn" – 4:09
6. "Cyanide Assassin" – 3:11
7. "Festering in the Crypt" – 4:38
8. "Nothing Left to Mutilate" – 3:49
9. "Blunt Force Castration" – 3:27
10. "Rotted Body Landslide" – 3:24
11. "Slain" – 3:32
12. "Bent Backwards and Broken" – 2:58
13. "They Deserve to Die" – 4:43
14. The Making of The Wretched Spawn (bonus-dvd)

## Leden
- George "Corpsegrinder" Fisher - zang
- Jack Owen - gitaar
- Pat O'Brien - gitaar
- Alex Webster - basgitaar
- Paul Mazurkiewicz - drums